# Брештеа
Брештеа (рум. Breștea) насеље је у Румунији у округу Тимиш у општини Дента. Oпштина се налази на надморској висини од 95 m.

## Становништво
Према подацима из 2002. године у насељу је живело 430 становника.

### Попис2002.
| Расподела становништва по националности 2002.‍ | Расподела становништва по националности 2002.‍ | Расподела становништва по националности 2002.‍ | Расподела становништва по националности 2002.‍ | Расподела становништва по националности 2002.‍ |
| --------------------------------------------- | --------------------------------------------- | --------------------------------------------- | --------------------------------------------- | --------------------------------------------- |
|                                               |                                               |                                               |                                               |                                               |
| Румуни                                        | Румуни                                        |                                               | 62                                            | 11,7%                                         |
| Мађари                                        | Мађари                                        |                                               | 9                                             | 1,7%                                          |
| Бугари                                        | Бугари                                        |                                               | 460                                           | 86,6%                                         |